# Astraea stirps
Astraea stirps là một loài ốc biển đã tuyệt chủng, thuộc họ Turbinidae.

## Phân bổ
Loài này được ghi nhận từng xuất hiện ở New Zealand. 